# Samuel Rayner
Samuel Rayner (Colnbrook, 15 aprile 1806 – 1897) è stato un artista inglese, diventato famoso per i suoi dipinti raffiguranti sia gli interni che gli esterni di vari edifici, quali abbazie, chiese e vecchie dimore.
A soli quindici anni di età si distinse per il grande onore di poter esporre una propria opera in una mostra della Royal Academy a soli 15 anni di età. Sposatosi poi con Ann Rayner, provetta incisore del marmo nero di Ashford, ebbe da lei sei figli, che intrapreso tutti carriere artistiche con buoni o eccellenti risultati.

## Biografia
Samuel Rayner nacque a nel 1806 a Colnbrook nel Buckinghamshire (oggi nel Berkshire) e da qui seguì la famiglia che si trasferì a Marylebone, a Londra dove ebbe forse per insegnante suo nonno. Dai quindici anni d'età Rayner ebbe come maestro nel disegno l'antiquario John Britton dal momento che un suo disegno di Malmesbury Abbey era accettata dalla Royal Academy. In questi anni compagno di studi ma anche personalità artistica che avrebbe poi influenzato l'opera di Rayner fu George Cattermole.

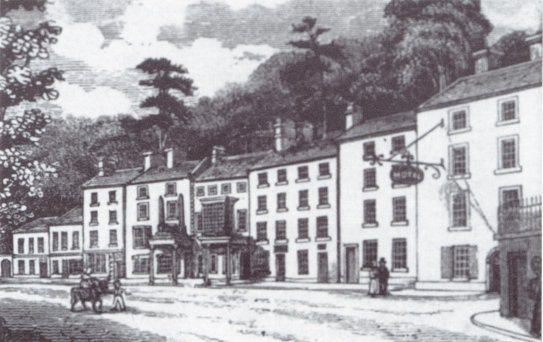
Matlock Bath in 1832

Rayner fu il patriarca di una stirpe di pittori. Nel 1823 fuggì con Anne Manser, che aveva quattro anni più di lui ed era già nota come artista; si sposarono nel 1824 e il loro primo figlio, che nacque a Londra, ben presto gli morì. Invece, tra quelli che sopravvissero, sei dei figli divennero pittori a loro volta. Si trasferitirono a Matlock Bath nel 1830 e nella loro casa, che era anche un museo, nacquero Louise, William Henry e Rhoda (Rose); esiste una incisione di Arthur Jewitt che mostra la casa dei coniugi Rayner nel 1832. Ci sono due ampi ingressi ai musei raffigurati nella immagine. Il museo sulla destra era di John Mawe mentre quello sulla sinistra era il Vallance's Royal Centre Museum: Vallance e Rayner avevano in atto una collaborazione. Esiste anche una vista di Matlock Bath incisa da Ann Rayner che comprende anche la loro casa; oggi si trova nel Buxton Museum ed è stata fatta dalla donna con un diamante sopra una scaglia di marmo nero di Ashford, pietra che veniva estratta localmente.

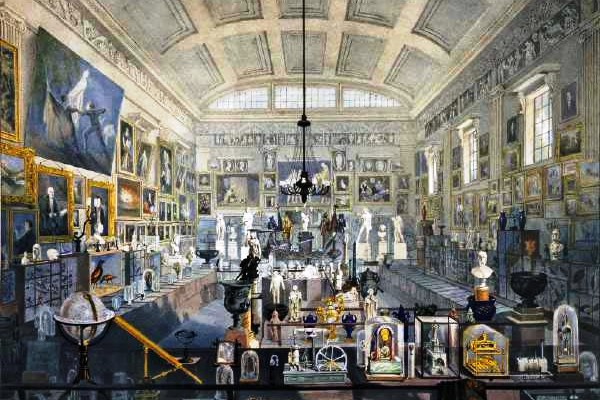
La Mostra di Derby del 1839 di Samuel Rayner, oggi nel Derby Museum and Art Gallery)

Il dipinto di Rayner della Mostra di Derby del 1839 illustra i primi anni di quello che in seguito sarebbero diventate le collezioni che compongono il Derby Museum and Art Gallery; tra le opere esposte si riconosce bene il quadro di Joseph Wright of Derby Romeo e Giulietta: la scena della tomba che si trova sulla parte sinistra della parete di fondo.
Della numerosa prole di George ed Anne, Louise Rayner è sicuramente la figlia più famosa: usando gli acquarelli dipinse quadri per oltre cinquant'anni, raffigurando in maniera molto dettagliate e molto pittoresca ritraggono le città inglesi del periodo vittoriano. Altri figli della coppia furono Ann ("Nancy"), Margaret, Rose, Frances, e Richard: Nancy Rayner nello stile fu influenzata da Octavius Oakley e fu la prima tra tutti a distinguersi come artista, ma morì di consunzione ancora giovane, a soli 28 anni. Samuel venne eletto socio della Royal Watercolour Society nel 1845, ma ne venne espulso nel 1851 dopo uno scandalo finanziario. Alcuni dei suoi lavori si possono vedere Derby Museum and Art Gallery.